# Nadir Szah Afszar
Nadir Szah (pers.: نادر شاه) (Nadir Qoli Beg pers.: نادر قلی بیگ), także Tahmasp-Qoli Khan (pers.: تهماسپ قلی خان) lub Nadir Szah Afszar (pers.: نادر شاه افشار, ur. 22 października 1688, zm. 19 czerwca 1747) – szach Iranu w latach 1736– 1747 i założyciel dynastii Afszarydów. Niektórzy historycy nazywają go ze względu na jego geniusz militarny perskim Napoleonem albo drugim Aleksandrem Macedońskim. Utworzył wielkie irańskie imperium z granicami od rzeki Indus w Pakistanie po góry Kaukaz na północy i Indie na wschodzie.
Zyskał rozgłos jako wojskowy dowódca podczas afgańskiej okupacji Iranu w latach 20. XVIII wieku. Działając w imieniu pobitych Safawidów, wyparł w 1729 Afgańczyków, a w 1732 stał się regentem państwa. W następnym roku zmusił Turków do wycofania się z Mezopotamii, którą opanowali wykorzystując kłopoty Iranu z Afgańczykami. Następnie zmusił wojska rosyjskie do wycofania się z zajmowanych przez siebie obszarów Iranu. W roku 1736 zasiadł na tronie Iranu jako Nadir Szach. Około roku 1738 podbił Afganistan, a w 1739 dokonał najazdu północnych Indii, zdobywając m.in. Delhi, stolicę Imperium Mogołów. Wkrótce rozszerzył swe panowanie na zachodni Turkiestan. Zwycięstwa Nadir Szacha uczyniły z niego najpotężniejszego władcę na środkowym wschodzie. Imperium to legło w gruzach tuż po jego śmierci w 1747, kiedy to został zamordowany. W czasie jego rządów dokonywano masowych mordów na podbitej ludności cywilnej, szczególnie niemuzułmańskiej.

## Życiorys

### Młodość

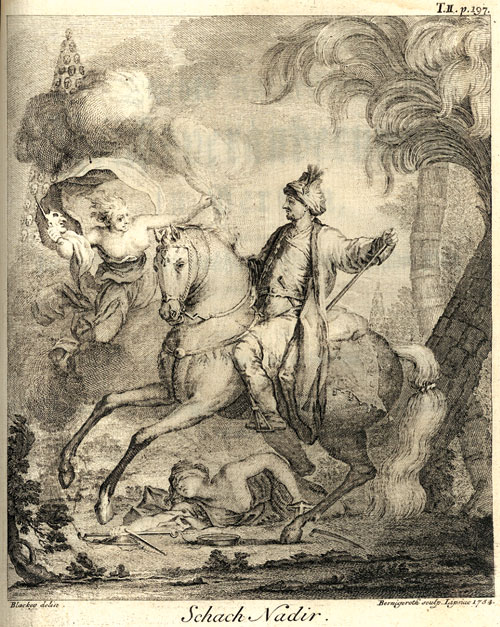
Portret Nadir Szacha namalowany przez Jonasa Hanwaya

Urodził się w Dastgerd w prowincji Chorasan we wschodnim Iranie. Jego ojciec, biedny rolnik, zmarł gdy Nadir był jeszcze dzieckiem. Legendy mówią, że Nadir i jego matka zostali uprowadzeni w niewolę przez grasujące w tamtych rejonach plemiona uzbeckie lub turkmeńskie, lecz Nadir zdołał im uciec. Gdy był jeszcze chłopcem dołączył do jednej z band rozbójniczych i wkrótce stał się jej przywódcą. Później znalazł opiekę w mającym swe siedziby w północno-zachodnim Iranie tureckim plemieniu Afszarów, i pod patronatem przywódców plemienia, awansował stając się z biegiem czasu potężnym dowódcą wojskowym.

### Kariera wojskowa
Po inwazji afgańskiej na Persję w 1722, która strąciła z tronu szacha Sultana Husajna z rodu Safawidów, Nadir mając 5000 żołnierzy poparł jego syna Tahmaspa II w walce z afgańskim uzurpatorem Aszrafem Gilzajem. Nadir pobił Afgańczyków w bitwie pod Damghan w 1729. Do roku 1730 wyparł wszystkie siły afgańskie, które jeszcze okupowały Persję. W roku 1729 w mieście Isfahan Tahmasp II został ogłoszony szachem Iranu. Podczas gdy Nadir przebywał w Chorasanie, tłumiąc rebelię, Tahmasp II ruszył osobiście z armią przeciwko Imperium Osmańskiemu, został jednak całkowicie pobity. Na podstawie traktatu pokojowego Iran stracił na rzecz Turcji Gruzję i Armenię. Nadir po powrocie do Isfahanu w 1732 wygnał Tahmaspa II do Chorasanu i pozbawił go tronu. Na jego miejsce posadził zaledwie ośmiomiesięcznego Abbasa III, stając się jego regentem. W 1736 Nadir sam wstąpił na tron, natomiast Tahmasp i jego syn Abbas zostali zamordowani w więzieniu w roku 1740 z rozkazu syna Nadira.

### Władca Persji

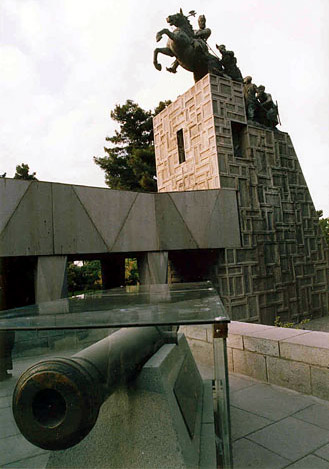
Grobowiec Nadir Szacha, popularna atrakcja turystyczna w mieście Meszhed

Wkrótce znów uderzył na Turcję. W 1733 bezskutecznie oblegał Bagdad. Pokonany, wrócił wkrótce z większą armią zmuszając Turków do zawarcia niekorzystnego pokoju. Zwycięski szach Iranu otrzymał ziemie na zachód od rzeki Aras razem z Karbalą i Basrą w południowym Iraku. Zwycięstwem tym odzyskał dla Iranu wszystkie te ziemie, które utracił na rzecz Turcji podczas afgańskiej inwazji.

#### Inwazja na Indie
W roku 1738 podbił Kandahar. W tym samym roku rozpoczął okupację Ghazni, Kabulu i Lahaur. Następnie posunął się głębiej, przeprawił się przez Indus i jeszcze przed końcem roku wkroczył do Indii. Pokonał armię Imperium Mogołów dowodzoną przez Muhammada Szaha w odstępie miesiąca pod Karnalem, po czym w lutym 1739 Nadir Szach po odniesionym zwycięstwie schwytał Muhammada Szaha i triumfalnie wkroczył z nim do Delhi. Podczas powstania, które wkrótce nastąpiło, wojska perskie zamordowały 30000 cywilów, zmuszając Muhammada Szaha do błagania o litość. W odpowiedzi na to Nadir Szah zgodził się wycofać, pod warunkiem, że Mohammad Szah wręczy mu klucze do jego królewskiego skarbca oraz odda mu swój wspaniały tron zwany Takht e Taus (Pawi Tron).
Powrócił do domu z ogromnymi skarbami, razem z Pawim Tronem, który później służył jako symbol perskiej potęgi, znajdując miejsce wśród najsłynniejszych klejnotów świata, obok słynnych diamentów Koh-i-noor czy Darya-i Noor (Koh-i-noor oznacza w perskim "Góra światła", a Darya-i Noor znaczy "Morze światła"). Armia perska opuściła Delhi na początku maja 1739. Żołnierze Nadira wzięli ze sobą także tysiące słoni, koni i wielbłądów, załadowanych łupem, który udało im się zebrać na terenie Indii. Zdobycze indyjskie były tak wielkie, że Nadir wstrzymał pobieranie podatków w Iranie na okres trzech lat.

#### Po wyprawie do Indii
Następnie zaatakował Uzbeków. Rozpoczął także budowę potężnej perskiej marynarki wojennej. Odzyskał Bahrajn od Arabów. W roku 1743 podbił Oman i jego główną stolicę Maskat.
W roku 1741 doszło do nieudanego zamachu na Nadira. Szach podejrzewał, że stał za tym jego najstarszy syn, Reza Quli Mirza. Za karę kazał go oślepić. Wkrótce potem Nadir zamordował tych ze szlachty, którzy byli świadkami oślepienia jego syna. W swych ostatnich latach Nadira ogarniała coraz większa paranoja. Kazał zabijać wszystkich swoich prawdziwych czy urojonych wrogów.
W roku 1743 rozpoczął kolejną wojnę z Imperium Osmańskim, zakończoną pokojem w 1746, na podstawie którego Nadir otrzymał Nadżaf.
Podczas krótkiego panowania Nadira armia perska osiągnęła stan liczebny 400 tys. żołnierzy, co czyniło ówczesną Persję jedną z największych potęg militarnych świata. Armia Nadira była najpotężniejszą armią jaką posiadała Persja od epoki panowania Sassanidów.

### Śmierć
Został zamordowany 19 czerwca 1747 w Fathabad w prowincji Chorasan, gdzie przeprowadzał ekspedycję karną przeciwko buntującym się Kurdom. Morderstwo to zostało zaplanowane prawdopodobnie przez jego siostrzeńca Ali Koli. Nadir został zaskoczony podczas snu przez Salaha Beja, kapitana gwardii, który zabił szacha mieczem.
Po jego śmierci na tron perski wstąpił jego siostrzeniec Ali Koli, który przyjął imię Adil Szach ("sprawiedliwy szach"). Po roku panowania został obalony. W czasie walk pomiędzy Adil Szachem, jego bratem Ibrahimem Chanem a wnukiem Nadira Szahruchem niemal wszyscy prowincjonalni gubernatorzy ogłosili niepodległość, zakładając swoje własne państwa. Całe imperium Nadir Szaha pogrążyło się w anarchii. Na koniec Karim Chan założył dynastię Zandów i objął rządy nad Iranem około 1760, podczas gdy Ahmed Szah Durrani proklamował niezależność na wschodzie imperium, tworząc podstawy nowoczesnego Afganistanu.

## Życie prywatne
Żenił się czterokrotnie. Miał 5 synów i doczekał się 15 wnuków, w jego haremie były 33 kobiety.